# الرابطة الدولية لتعليم اللغة الكورية
الرابطة الدولية لتعليم اللغة الكورية (IAKLE) تأسست عام 1985، تعتبر أكبر منظمة في العالم لمعلمي اللغة الكورية، مع أكثر من 1200 عضو. كان أول رئيس لها هو فريد لوكوف من جامعة واشنطن.

## روابط خارجية
- الموقع الرسمي